# 珂灰蝶
珂灰蝶（學名：Cordelia comes），又名臺灣紅小灰蝶、柯灰蝶、千金榆黃灰蝶、台灣紅小灰蝶。

## 描述
小型灰蝶，無雌雄二型性。全身橙背白腹，雄、雌蝶形態相近，差異在於前足跗節：雄蝶癒合、末端彎尖，雌蝶不癒合。頭部有褐毛，複眼具白色輪緣、光滑；口器及觸角深褐，觸角帶白環；下唇鬚白色，末端深褐、漸細尖。胸部與腹背橙色，腹面白，足為白色，脛節與跗節有深褐色帶紋。
前翅長15-17 mm，呈三角形、邊緣略凸，後翅圓形，CuA2脈末具短尾突。翅面橙色，背面翅頂為深褐色，腹面有白色曲線構成的中央帶紋，前翅線形、後翅波狀。亞外緣帶紋由紅紋組成，後翅紅紋內有黑斑並鑲白色拱形紋，Rs與CuA1室各具一黑斑。前翅緣毛褐色，後翅外緣毛褐色、內緣毛白色。

## 分佈
分布於中國大陸南部、緬甸北部等地。臺灣則分佈於本島中海拔地區。

## 棲地
棲息於闊葉林，一年一世代，成蝶於初夏出現，活動於闊葉林中。幼蟲以樺木科的阿里山千金榆新芽為食，冬季以卵態越冬，產於寄主植物的細枝上。